# @vitamin
@vitamin（アット ビタミン）は、KADOKAWA アスキー・メディアワークスが運営するウェブコミック配信サイトである。キャッチコピーは「日常にちょい足し☆癒しと元気のデジタルコミック」。

## 概要
2015年5月1日にサービスが開始された。連載作品は毎月「3」が付く3日・13日・23日に更新される。ComicWalker、ニコニコ静画、 pixivコミックにて作品の配信が行われている。
連載作品の単行本は電撃コミックスNEXTのレーベルで発行される。単行本の第1巻が発売される際には、雑誌版の電撃G'sコミックに第1話が掲載されることがあった。

## 連載作品

### 連載中
2021年7月19日現在。
- いきのこれ! 社畜ちゃん（ビタワン、結うき。）
- 脱サラちゃんは癒されたい。（ビタワン、湧井想太）
- 悪いが私は百合じゃない（もちオーレ）

### 連載終了
- 菅野マナミ読み切り短編集（菅野マナミ）
- 魔法医猫といばら姫（森山大輔）
- 未満アイドル、ハジメます。（MATSUDA98）
- オンリー☆ユー 〜あなたと私の二人ぼっち計画〜（めきめき）
- シリョクケンサ（40mP、シャノ、たま）
- 里山ごちそうスケッチ（sonno）
- カフェちゃんとブレークタイム（ポルリン）
- みかはな週末とりっぷ（アザミユウコ）
- 星屑ネバーランドガーデン（木野咲カズラ）
- いやされて♡ 社畜女子のコミックアンソロジー（中音ナタ、多門結之）
- とらぶる☆とらんぷる（中音ナタ）
- セレブ漫画家一条さん（garnet）
- ご主人様と獣耳の少女メル（伊藤ハチ）
- 悪魔英語 喋れる人だけが知っている禁断の法則（ダムるし/メソッド、青木ゆか）
- 暗黒騎士団長と青春ガール（りしん）
- レンタルショップでお姉さんをレンタルする話（もちオーレ）
- 本当にあったかもしれない百合な話（もちオーレ）
- 11歳年下の女の子にスキンシップされる話（もちオーレ）
- 出会い系サイトで妹と出会う話－333日目－（もちオーレ）
- 銀河の死なない子供たちへ（施川ユウキ）
- 文具を買うなら異世界で！（とよだたつき、海産物、高畑正幸）
- 文具を売るなら異世界で！（とよだたつき、海産物、高畑正幸）
- 放課後、あなたとフルリール（桜都あるす）
- ココログイン（こがわみさき）
- ストロベリー・フィールズをもう一度（木野咲カズラ）
- いきのこれ！ 社畜ちゃん〜後輩ちゃんオタ活動記〜（ビタワン、湧井想太、結うき。）
- ハナコ@ラバトリー（施川ユウキ、秋★枝）
- 奏 青春バンド百合アンソロジー
- ゆりなつ -民宿かがや-（もちオーレ）
- 病月（もちオーレ、箕田海道）
- 百合好きの男子高校生の話（あさがお）
- 性教育120%（田滝ききき、ほとむら）
- 女騎士「姫には死んでいただきます。」（りしん、あぶぶ）
- 九頭竜さんの推しは小さい（寝路）